# Sherpi Kangri
Le Sherpi Kangri, culminant à 7 380 m d'altitude avec 1 320 m de proéminence, est un sommet du Saltoro Muztagh, dans le Karakoram, au Pakistan.
Le sommet a été gravi pour la première fois le 10 août 1976 par les japonais T. Inoue et S. Ogata, par l'arête ouest.
Il possède un sommet secondaire le Sherpi Kangri Est, 7 000 m d'altitude et 480 m de proéminence (35° 28′ 45″ N, 76° 48′ 21″ E), qui est un des plus hauts sommets vierges du monde.